# Лужок (Костромская область)
Лужок — село в Буйском районе Костромской области России. Входит в состав Центрального сельского поселения.

## История
Назван по имени села Лужки, бывшего «Воскресенского погоста на Железном Борку». В переписи 1629 г. записано: «В Лужках погост Воскресенский на речке Юхорзе, на государевой на престольной земле, а на погосте церковь Воскресение Христово, древянна клецки, а в ней образа и свечи и книги и колокола и все церковное строение приходных людей да на погосте дворы попов».
Каменная церковь в селе построена в 1840 г. Вся территория сельсовета тяготела к реке Письме и входила в состав Письменской волости с волостным правлением в деревне Фатъяново. Деревни здесь принадлежали боярину М. М. Салтыкову, а он в 1648 г. деревни Мартьяново, Галкино, Фролово, Фрольцово, Толстиково продал Казакову за 500 рублей.
На реке Письме было село Исаево (Дмитриевское), каменная церковь в котором построена в 1823 г. Первоначально село Исаево принадлежало А. А. Писемскому, но в 1646 г. оно было уже у князей Голицыных, а затем у стрельцов Булгаковых.
Усадьба Иваньково в середине XIX века принадлежала Александре Ларионовне Пушкиной, жене Александра Юрьевича Пушкина, который служил судьей в Костроме и приходился дядей поэту А. С. Пушкину.

## Население
| 2008 | 2010 | 2014 |
| ---- | ---- | ---- |
| 199  | ↘177 | ↗187 |